# Xadrez Trocado
|   | a | b | c | d | e | f | g | h |   |
| 8 | a8 preto torre · b8 preto bispo · c8 preto bispo · d8 preto rainha · e8 preto rei · f8 preto cavalo · g8 preto cavalo · h8 preto torre · a7 preto peão · b7 preto peão · c7 preto peão · d7 preto peão · e7 preto peão · f7 preto peão · g7 preto peão · h7 preto peão · a2 branco peão · b2 branco peão · c2 branco peão · d2 branco peão · e2 branco peão · f2 branco peão · g2 branco peão · h2 branco peão · a1 branco torre · b1 branco bispo · c1 branco bispo · d1 branco rainha · e1 branco rei · f1 branco cavalo · g1 branco cavalo · h1 branco torre | a8 preto torre · b8 preto bispo · c8 preto bispo · d8 preto rainha · e8 preto rei · f8 preto cavalo · g8 preto cavalo · h8 preto torre · a7 preto peão · b7 preto peão · c7 preto peão · d7 preto peão · e7 preto peão · f7 preto peão · g7 preto peão · h7 preto peão · a2 branco peão · b2 branco peão · c2 branco peão · d2 branco peão · e2 branco peão · f2 branco peão · g2 branco peão · h2 branco peão · a1 branco torre · b1 branco bispo · c1 branco bispo · d1 branco rainha · e1 branco rei · f1 branco cavalo · g1 branco cavalo · h1 branco torre | a8 preto torre · b8 preto bispo · c8 preto bispo · d8 preto rainha · e8 preto rei · f8 preto cavalo · g8 preto cavalo · h8 preto torre · a7 preto peão · b7 preto peão · c7 preto peão · d7 preto peão · e7 preto peão · f7 preto peão · g7 preto peão · h7 preto peão · a2 branco peão · b2 branco peão · c2 branco peão · d2 branco peão · e2 branco peão · f2 branco peão · g2 branco peão · h2 branco peão · a1 branco torre · b1 branco bispo · c1 branco bispo · d1 branco rainha · e1 branco rei · f1 branco cavalo · g1 branco cavalo · h1 branco torre | a8 preto torre · b8 preto bispo · c8 preto bispo · d8 preto rainha · e8 preto rei · f8 preto cavalo · g8 preto cavalo · h8 preto torre · a7 preto peão · b7 preto peão · c7 preto peão · d7 preto peão · e7 preto peão · f7 preto peão · g7 preto peão · h7 preto peão · a2 branco peão · b2 branco peão · c2 branco peão · d2 branco peão · e2 branco peão · f2 branco peão · g2 branco peão · h2 branco peão · a1 branco torre · b1 branco bispo · c1 branco bispo · d1 branco rainha · e1 branco rei · f1 branco cavalo · g1 branco cavalo · h1 branco torre | a8 preto torre · b8 preto bispo · c8 preto bispo · d8 preto rainha · e8 preto rei · f8 preto cavalo · g8 preto cavalo · h8 preto torre · a7 preto peão · b7 preto peão · c7 preto peão · d7 preto peão · e7 preto peão · f7 preto peão · g7 preto peão · h7 preto peão · a2 branco peão · b2 branco peão · c2 branco peão · d2 branco peão · e2 branco peão · f2 branco peão · g2 branco peão · h2 branco peão · a1 branco torre · b1 branco bispo · c1 branco bispo · d1 branco rainha · e1 branco rei · f1 branco cavalo · g1 branco cavalo · h1 branco torre | a8 preto torre · b8 preto bispo · c8 preto bispo · d8 preto rainha · e8 preto rei · f8 preto cavalo · g8 preto cavalo · h8 preto torre · a7 preto peão · b7 preto peão · c7 preto peão · d7 preto peão · e7 preto peão · f7 preto peão · g7 preto peão · h7 preto peão · a2 branco peão · b2 branco peão · c2 branco peão · d2 branco peão · e2 branco peão · f2 branco peão · g2 branco peão · h2 branco peão · a1 branco torre · b1 branco bispo · c1 branco bispo · d1 branco rainha · e1 branco rei · f1 branco cavalo · g1 branco cavalo · h1 branco torre | a8 preto torre · b8 preto bispo · c8 preto bispo · d8 preto rainha · e8 preto rei · f8 preto cavalo · g8 preto cavalo · h8 preto torre · a7 preto peão · b7 preto peão · c7 preto peão · d7 preto peão · e7 preto peão · f7 preto peão · g7 preto peão · h7 preto peão · a2 branco peão · b2 branco peão · c2 branco peão · d2 branco peão · e2 branco peão · f2 branco peão · g2 branco peão · h2 branco peão · a1 branco torre · b1 branco bispo · c1 branco bispo · d1 branco rainha · e1 branco rei · f1 branco cavalo · g1 branco cavalo · h1 branco torre | a8 preto torre · b8 preto bispo · c8 preto bispo · d8 preto rainha · e8 preto rei · f8 preto cavalo · g8 preto cavalo · h8 preto torre · a7 preto peão · b7 preto peão · c7 preto peão · d7 preto peão · e7 preto peão · f7 preto peão · g7 preto peão · h7 preto peão · a2 branco peão · b2 branco peão · c2 branco peão · d2 branco peão · e2 branco peão · f2 branco peão · g2 branco peão · h2 branco peão · a1 branco torre · b1 branco bispo · c1 branco bispo · d1 branco rainha · e1 branco rei · f1 branco cavalo · g1 branco cavalo · h1 branco torre | 8 |
| 7 | a8 preto torre · b8 preto bispo · c8 preto bispo · d8 preto rainha · e8 preto rei · f8 preto cavalo · g8 preto cavalo · h8 preto torre · a7 preto peão · b7 preto peão · c7 preto peão · d7 preto peão · e7 preto peão · f7 preto peão · g7 preto peão · h7 preto peão · a2 branco peão · b2 branco peão · c2 branco peão · d2 branco peão · e2 branco peão · f2 branco peão · g2 branco peão · h2 branco peão · a1 branco torre · b1 branco bispo · c1 branco bispo · d1 branco rainha · e1 branco rei · f1 branco cavalo · g1 branco cavalo · h1 branco torre | a8 preto torre · b8 preto bispo · c8 preto bispo · d8 preto rainha · e8 preto rei · f8 preto cavalo · g8 preto cavalo · h8 preto torre · a7 preto peão · b7 preto peão · c7 preto peão · d7 preto peão · e7 preto peão · f7 preto peão · g7 preto peão · h7 preto peão · a2 branco peão · b2 branco peão · c2 branco peão · d2 branco peão · e2 branco peão · f2 branco peão · g2 branco peão · h2 branco peão · a1 branco torre · b1 branco bispo · c1 branco bispo · d1 branco rainha · e1 branco rei · f1 branco cavalo · g1 branco cavalo · h1 branco torre | a8 preto torre · b8 preto bispo · c8 preto bispo · d8 preto rainha · e8 preto rei · f8 preto cavalo · g8 preto cavalo · h8 preto torre · a7 preto peão · b7 preto peão · c7 preto peão · d7 preto peão · e7 preto peão · f7 preto peão · g7 preto peão · h7 preto peão · a2 branco peão · b2 branco peão · c2 branco peão · d2 branco peão · e2 branco peão · f2 branco peão · g2 branco peão · h2 branco peão · a1 branco torre · b1 branco bispo · c1 branco bispo · d1 branco rainha · e1 branco rei · f1 branco cavalo · g1 branco cavalo · h1 branco torre | a8 preto torre · b8 preto bispo · c8 preto bispo · d8 preto rainha · e8 preto rei · f8 preto cavalo · g8 preto cavalo · h8 preto torre · a7 preto peão · b7 preto peão · c7 preto peão · d7 preto peão · e7 preto peão · f7 preto peão · g7 preto peão · h7 preto peão · a2 branco peão · b2 branco peão · c2 branco peão · d2 branco peão · e2 branco peão · f2 branco peão · g2 branco peão · h2 branco peão · a1 branco torre · b1 branco bispo · c1 branco bispo · d1 branco rainha · e1 branco rei · f1 branco cavalo · g1 branco cavalo · h1 branco torre | a8 preto torre · b8 preto bispo · c8 preto bispo · d8 preto rainha · e8 preto rei · f8 preto cavalo · g8 preto cavalo · h8 preto torre · a7 preto peão · b7 preto peão · c7 preto peão · d7 preto peão · e7 preto peão · f7 preto peão · g7 preto peão · h7 preto peão · a2 branco peão · b2 branco peão · c2 branco peão · d2 branco peão · e2 branco peão · f2 branco peão · g2 branco peão · h2 branco peão · a1 branco torre · b1 branco bispo · c1 branco bispo · d1 branco rainha · e1 branco rei · f1 branco cavalo · g1 branco cavalo · h1 branco torre | a8 preto torre · b8 preto bispo · c8 preto bispo · d8 preto rainha · e8 preto rei · f8 preto cavalo · g8 preto cavalo · h8 preto torre · a7 preto peão · b7 preto peão · c7 preto peão · d7 preto peão · e7 preto peão · f7 preto peão · g7 preto peão · h7 preto peão · a2 branco peão · b2 branco peão · c2 branco peão · d2 branco peão · e2 branco peão · f2 branco peão · g2 branco peão · h2 branco peão · a1 branco torre · b1 branco bispo · c1 branco bispo · d1 branco rainha · e1 branco rei · f1 branco cavalo · g1 branco cavalo · h1 branco torre | a8 preto torre · b8 preto bispo · c8 preto bispo · d8 preto rainha · e8 preto rei · f8 preto cavalo · g8 preto cavalo · h8 preto torre · a7 preto peão · b7 preto peão · c7 preto peão · d7 preto peão · e7 preto peão · f7 preto peão · g7 preto peão · h7 preto peão · a2 branco peão · b2 branco peão · c2 branco peão · d2 branco peão · e2 branco peão · f2 branco peão · g2 branco peão · h2 branco peão · a1 branco torre · b1 branco bispo · c1 branco bispo · d1 branco rainha · e1 branco rei · f1 branco cavalo · g1 branco cavalo · h1 branco torre | a8 preto torre · b8 preto bispo · c8 preto bispo · d8 preto rainha · e8 preto rei · f8 preto cavalo · g8 preto cavalo · h8 preto torre · a7 preto peão · b7 preto peão · c7 preto peão · d7 preto peão · e7 preto peão · f7 preto peão · g7 preto peão · h7 preto peão · a2 branco peão · b2 branco peão · c2 branco peão · d2 branco peão · e2 branco peão · f2 branco peão · g2 branco peão · h2 branco peão · a1 branco torre · b1 branco bispo · c1 branco bispo · d1 branco rainha · e1 branco rei · f1 branco cavalo · g1 branco cavalo · h1 branco torre | 7 |
| 6 | a8 preto torre · b8 preto bispo · c8 preto bispo · d8 preto rainha · e8 preto rei · f8 preto cavalo · g8 preto cavalo · h8 preto torre · a7 preto peão · b7 preto peão · c7 preto peão · d7 preto peão · e7 preto peão · f7 preto peão · g7 preto peão · h7 preto peão · a2 branco peão · b2 branco peão · c2 branco peão · d2 branco peão · e2 branco peão · f2 branco peão · g2 branco peão · h2 branco peão · a1 branco torre · b1 branco bispo · c1 branco bispo · d1 branco rainha · e1 branco rei · f1 branco cavalo · g1 branco cavalo · h1 branco torre | a8 preto torre · b8 preto bispo · c8 preto bispo · d8 preto rainha · e8 preto rei · f8 preto cavalo · g8 preto cavalo · h8 preto torre · a7 preto peão · b7 preto peão · c7 preto peão · d7 preto peão · e7 preto peão · f7 preto peão · g7 preto peão · h7 preto peão · a2 branco peão · b2 branco peão · c2 branco peão · d2 branco peão · e2 branco peão · f2 branco peão · g2 branco peão · h2 branco peão · a1 branco torre · b1 branco bispo · c1 branco bispo · d1 branco rainha · e1 branco rei · f1 branco cavalo · g1 branco cavalo · h1 branco torre | a8 preto torre · b8 preto bispo · c8 preto bispo · d8 preto rainha · e8 preto rei · f8 preto cavalo · g8 preto cavalo · h8 preto torre · a7 preto peão · b7 preto peão · c7 preto peão · d7 preto peão · e7 preto peão · f7 preto peão · g7 preto peão · h7 preto peão · a2 branco peão · b2 branco peão · c2 branco peão · d2 branco peão · e2 branco peão · f2 branco peão · g2 branco peão · h2 branco peão · a1 branco torre · b1 branco bispo · c1 branco bispo · d1 branco rainha · e1 branco rei · f1 branco cavalo · g1 branco cavalo · h1 branco torre | a8 preto torre · b8 preto bispo · c8 preto bispo · d8 preto rainha · e8 preto rei · f8 preto cavalo · g8 preto cavalo · h8 preto torre · a7 preto peão · b7 preto peão · c7 preto peão · d7 preto peão · e7 preto peão · f7 preto peão · g7 preto peão · h7 preto peão · a2 branco peão · b2 branco peão · c2 branco peão · d2 branco peão · e2 branco peão · f2 branco peão · g2 branco peão · h2 branco peão · a1 branco torre · b1 branco bispo · c1 branco bispo · d1 branco rainha · e1 branco rei · f1 branco cavalo · g1 branco cavalo · h1 branco torre | a8 preto torre · b8 preto bispo · c8 preto bispo · d8 preto rainha · e8 preto rei · f8 preto cavalo · g8 preto cavalo · h8 preto torre · a7 preto peão · b7 preto peão · c7 preto peão · d7 preto peão · e7 preto peão · f7 preto peão · g7 preto peão · h7 preto peão · a2 branco peão · b2 branco peão · c2 branco peão · d2 branco peão · e2 branco peão · f2 branco peão · g2 branco peão · h2 branco peão · a1 branco torre · b1 branco bispo · c1 branco bispo · d1 branco rainha · e1 branco rei · f1 branco cavalo · g1 branco cavalo · h1 branco torre | a8 preto torre · b8 preto bispo · c8 preto bispo · d8 preto rainha · e8 preto rei · f8 preto cavalo · g8 preto cavalo · h8 preto torre · a7 preto peão · b7 preto peão · c7 preto peão · d7 preto peão · e7 preto peão · f7 preto peão · g7 preto peão · h7 preto peão · a2 branco peão · b2 branco peão · c2 branco peão · d2 branco peão · e2 branco peão · f2 branco peão · g2 branco peão · h2 branco peão · a1 branco torre · b1 branco bispo · c1 branco bispo · d1 branco rainha · e1 branco rei · f1 branco cavalo · g1 branco cavalo · h1 branco torre | a8 preto torre · b8 preto bispo · c8 preto bispo · d8 preto rainha · e8 preto rei · f8 preto cavalo · g8 preto cavalo · h8 preto torre · a7 preto peão · b7 preto peão · c7 preto peão · d7 preto peão · e7 preto peão · f7 preto peão · g7 preto peão · h7 preto peão · a2 branco peão · b2 branco peão · c2 branco peão · d2 branco peão · e2 branco peão · f2 branco peão · g2 branco peão · h2 branco peão · a1 branco torre · b1 branco bispo · c1 branco bispo · d1 branco rainha · e1 branco rei · f1 branco cavalo · g1 branco cavalo · h1 branco torre | a8 preto torre · b8 preto bispo · c8 preto bispo · d8 preto rainha · e8 preto rei · f8 preto cavalo · g8 preto cavalo · h8 preto torre · a7 preto peão · b7 preto peão · c7 preto peão · d7 preto peão · e7 preto peão · f7 preto peão · g7 preto peão · h7 preto peão · a2 branco peão · b2 branco peão · c2 branco peão · d2 branco peão · e2 branco peão · f2 branco peão · g2 branco peão · h2 branco peão · a1 branco torre · b1 branco bispo · c1 branco bispo · d1 branco rainha · e1 branco rei · f1 branco cavalo · g1 branco cavalo · h1 branco torre | 6 |
| 5 | a8 preto torre · b8 preto bispo · c8 preto bispo · d8 preto rainha · e8 preto rei · f8 preto cavalo · g8 preto cavalo · h8 preto torre · a7 preto peão · b7 preto peão · c7 preto peão · d7 preto peão · e7 preto peão · f7 preto peão · g7 preto peão · h7 preto peão · a2 branco peão · b2 branco peão · c2 branco peão · d2 branco peão · e2 branco peão · f2 branco peão · g2 branco peão · h2 branco peão · a1 branco torre · b1 branco bispo · c1 branco bispo · d1 branco rainha · e1 branco rei · f1 branco cavalo · g1 branco cavalo · h1 branco torre | a8 preto torre · b8 preto bispo · c8 preto bispo · d8 preto rainha · e8 preto rei · f8 preto cavalo · g8 preto cavalo · h8 preto torre · a7 preto peão · b7 preto peão · c7 preto peão · d7 preto peão · e7 preto peão · f7 preto peão · g7 preto peão · h7 preto peão · a2 branco peão · b2 branco peão · c2 branco peão · d2 branco peão · e2 branco peão · f2 branco peão · g2 branco peão · h2 branco peão · a1 branco torre · b1 branco bispo · c1 branco bispo · d1 branco rainha · e1 branco rei · f1 branco cavalo · g1 branco cavalo · h1 branco torre | a8 preto torre · b8 preto bispo · c8 preto bispo · d8 preto rainha · e8 preto rei · f8 preto cavalo · g8 preto cavalo · h8 preto torre · a7 preto peão · b7 preto peão · c7 preto peão · d7 preto peão · e7 preto peão · f7 preto peão · g7 preto peão · h7 preto peão · a2 branco peão · b2 branco peão · c2 branco peão · d2 branco peão · e2 branco peão · f2 branco peão · g2 branco peão · h2 branco peão · a1 branco torre · b1 branco bispo · c1 branco bispo · d1 branco rainha · e1 branco rei · f1 branco cavalo · g1 branco cavalo · h1 branco torre | a8 preto torre · b8 preto bispo · c8 preto bispo · d8 preto rainha · e8 preto rei · f8 preto cavalo · g8 preto cavalo · h8 preto torre · a7 preto peão · b7 preto peão · c7 preto peão · d7 preto peão · e7 preto peão · f7 preto peão · g7 preto peão · h7 preto peão · a2 branco peão · b2 branco peão · c2 branco peão · d2 branco peão · e2 branco peão · f2 branco peão · g2 branco peão · h2 branco peão · a1 branco torre · b1 branco bispo · c1 branco bispo · d1 branco rainha · e1 branco rei · f1 branco cavalo · g1 branco cavalo · h1 branco torre | a8 preto torre · b8 preto bispo · c8 preto bispo · d8 preto rainha · e8 preto rei · f8 preto cavalo · g8 preto cavalo · h8 preto torre · a7 preto peão · b7 preto peão · c7 preto peão · d7 preto peão · e7 preto peão · f7 preto peão · g7 preto peão · h7 preto peão · a2 branco peão · b2 branco peão · c2 branco peão · d2 branco peão · e2 branco peão · f2 branco peão · g2 branco peão · h2 branco peão · a1 branco torre · b1 branco bispo · c1 branco bispo · d1 branco rainha · e1 branco rei · f1 branco cavalo · g1 branco cavalo · h1 branco torre | a8 preto torre · b8 preto bispo · c8 preto bispo · d8 preto rainha · e8 preto rei · f8 preto cavalo · g8 preto cavalo · h8 preto torre · a7 preto peão · b7 preto peão · c7 preto peão · d7 preto peão · e7 preto peão · f7 preto peão · g7 preto peão · h7 preto peão · a2 branco peão · b2 branco peão · c2 branco peão · d2 branco peão · e2 branco peão · f2 branco peão · g2 branco peão · h2 branco peão · a1 branco torre · b1 branco bispo · c1 branco bispo · d1 branco rainha · e1 branco rei · f1 branco cavalo · g1 branco cavalo · h1 branco torre | a8 preto torre · b8 preto bispo · c8 preto bispo · d8 preto rainha · e8 preto rei · f8 preto cavalo · g8 preto cavalo · h8 preto torre · a7 preto peão · b7 preto peão · c7 preto peão · d7 preto peão · e7 preto peão · f7 preto peão · g7 preto peão · h7 preto peão · a2 branco peão · b2 branco peão · c2 branco peão · d2 branco peão · e2 branco peão · f2 branco peão · g2 branco peão · h2 branco peão · a1 branco torre · b1 branco bispo · c1 branco bispo · d1 branco rainha · e1 branco rei · f1 branco cavalo · g1 branco cavalo · h1 branco torre | a8 preto torre · b8 preto bispo · c8 preto bispo · d8 preto rainha · e8 preto rei · f8 preto cavalo · g8 preto cavalo · h8 preto torre · a7 preto peão · b7 preto peão · c7 preto peão · d7 preto peão · e7 preto peão · f7 preto peão · g7 preto peão · h7 preto peão · a2 branco peão · b2 branco peão · c2 branco peão · d2 branco peão · e2 branco peão · f2 branco peão · g2 branco peão · h2 branco peão · a1 branco torre · b1 branco bispo · c1 branco bispo · d1 branco rainha · e1 branco rei · f1 branco cavalo · g1 branco cavalo · h1 branco torre | 5 |
| 4 | a8 preto torre · b8 preto bispo · c8 preto bispo · d8 preto rainha · e8 preto rei · f8 preto cavalo · g8 preto cavalo · h8 preto torre · a7 preto peão · b7 preto peão · c7 preto peão · d7 preto peão · e7 preto peão · f7 preto peão · g7 preto peão · h7 preto peão · a2 branco peão · b2 branco peão · c2 branco peão · d2 branco peão · e2 branco peão · f2 branco peão · g2 branco peão · h2 branco peão · a1 branco torre · b1 branco bispo · c1 branco bispo · d1 branco rainha · e1 branco rei · f1 branco cavalo · g1 branco cavalo · h1 branco torre | a8 preto torre · b8 preto bispo · c8 preto bispo · d8 preto rainha · e8 preto rei · f8 preto cavalo · g8 preto cavalo · h8 preto torre · a7 preto peão · b7 preto peão · c7 preto peão · d7 preto peão · e7 preto peão · f7 preto peão · g7 preto peão · h7 preto peão · a2 branco peão · b2 branco peão · c2 branco peão · d2 branco peão · e2 branco peão · f2 branco peão · g2 branco peão · h2 branco peão · a1 branco torre · b1 branco bispo · c1 branco bispo · d1 branco rainha · e1 branco rei · f1 branco cavalo · g1 branco cavalo · h1 branco torre | a8 preto torre · b8 preto bispo · c8 preto bispo · d8 preto rainha · e8 preto rei · f8 preto cavalo · g8 preto cavalo · h8 preto torre · a7 preto peão · b7 preto peão · c7 preto peão · d7 preto peão · e7 preto peão · f7 preto peão · g7 preto peão · h7 preto peão · a2 branco peão · b2 branco peão · c2 branco peão · d2 branco peão · e2 branco peão · f2 branco peão · g2 branco peão · h2 branco peão · a1 branco torre · b1 branco bispo · c1 branco bispo · d1 branco rainha · e1 branco rei · f1 branco cavalo · g1 branco cavalo · h1 branco torre | a8 preto torre · b8 preto bispo · c8 preto bispo · d8 preto rainha · e8 preto rei · f8 preto cavalo · g8 preto cavalo · h8 preto torre · a7 preto peão · b7 preto peão · c7 preto peão · d7 preto peão · e7 preto peão · f7 preto peão · g7 preto peão · h7 preto peão · a2 branco peão · b2 branco peão · c2 branco peão · d2 branco peão · e2 branco peão · f2 branco peão · g2 branco peão · h2 branco peão · a1 branco torre · b1 branco bispo · c1 branco bispo · d1 branco rainha · e1 branco rei · f1 branco cavalo · g1 branco cavalo · h1 branco torre | a8 preto torre · b8 preto bispo · c8 preto bispo · d8 preto rainha · e8 preto rei · f8 preto cavalo · g8 preto cavalo · h8 preto torre · a7 preto peão · b7 preto peão · c7 preto peão · d7 preto peão · e7 preto peão · f7 preto peão · g7 preto peão · h7 preto peão · a2 branco peão · b2 branco peão · c2 branco peão · d2 branco peão · e2 branco peão · f2 branco peão · g2 branco peão · h2 branco peão · a1 branco torre · b1 branco bispo · c1 branco bispo · d1 branco rainha · e1 branco rei · f1 branco cavalo · g1 branco cavalo · h1 branco torre | a8 preto torre · b8 preto bispo · c8 preto bispo · d8 preto rainha · e8 preto rei · f8 preto cavalo · g8 preto cavalo · h8 preto torre · a7 preto peão · b7 preto peão · c7 preto peão · d7 preto peão · e7 preto peão · f7 preto peão · g7 preto peão · h7 preto peão · a2 branco peão · b2 branco peão · c2 branco peão · d2 branco peão · e2 branco peão · f2 branco peão · g2 branco peão · h2 branco peão · a1 branco torre · b1 branco bispo · c1 branco bispo · d1 branco rainha · e1 branco rei · f1 branco cavalo · g1 branco cavalo · h1 branco torre | a8 preto torre · b8 preto bispo · c8 preto bispo · d8 preto rainha · e8 preto rei · f8 preto cavalo · g8 preto cavalo · h8 preto torre · a7 preto peão · b7 preto peão · c7 preto peão · d7 preto peão · e7 preto peão · f7 preto peão · g7 preto peão · h7 preto peão · a2 branco peão · b2 branco peão · c2 branco peão · d2 branco peão · e2 branco peão · f2 branco peão · g2 branco peão · h2 branco peão · a1 branco torre · b1 branco bispo · c1 branco bispo · d1 branco rainha · e1 branco rei · f1 branco cavalo · g1 branco cavalo · h1 branco torre | a8 preto torre · b8 preto bispo · c8 preto bispo · d8 preto rainha · e8 preto rei · f8 preto cavalo · g8 preto cavalo · h8 preto torre · a7 preto peão · b7 preto peão · c7 preto peão · d7 preto peão · e7 preto peão · f7 preto peão · g7 preto peão · h7 preto peão · a2 branco peão · b2 branco peão · c2 branco peão · d2 branco peão · e2 branco peão · f2 branco peão · g2 branco peão · h2 branco peão · a1 branco torre · b1 branco bispo · c1 branco bispo · d1 branco rainha · e1 branco rei · f1 branco cavalo · g1 branco cavalo · h1 branco torre | 4 |
| 3 | a8 preto torre · b8 preto bispo · c8 preto bispo · d8 preto rainha · e8 preto rei · f8 preto cavalo · g8 preto cavalo · h8 preto torre · a7 preto peão · b7 preto peão · c7 preto peão · d7 preto peão · e7 preto peão · f7 preto peão · g7 preto peão · h7 preto peão · a2 branco peão · b2 branco peão · c2 branco peão · d2 branco peão · e2 branco peão · f2 branco peão · g2 branco peão · h2 branco peão · a1 branco torre · b1 branco bispo · c1 branco bispo · d1 branco rainha · e1 branco rei · f1 branco cavalo · g1 branco cavalo · h1 branco torre | a8 preto torre · b8 preto bispo · c8 preto bispo · d8 preto rainha · e8 preto rei · f8 preto cavalo · g8 preto cavalo · h8 preto torre · a7 preto peão · b7 preto peão · c7 preto peão · d7 preto peão · e7 preto peão · f7 preto peão · g7 preto peão · h7 preto peão · a2 branco peão · b2 branco peão · c2 branco peão · d2 branco peão · e2 branco peão · f2 branco peão · g2 branco peão · h2 branco peão · a1 branco torre · b1 branco bispo · c1 branco bispo · d1 branco rainha · e1 branco rei · f1 branco cavalo · g1 branco cavalo · h1 branco torre | a8 preto torre · b8 preto bispo · c8 preto bispo · d8 preto rainha · e8 preto rei · f8 preto cavalo · g8 preto cavalo · h8 preto torre · a7 preto peão · b7 preto peão · c7 preto peão · d7 preto peão · e7 preto peão · f7 preto peão · g7 preto peão · h7 preto peão · a2 branco peão · b2 branco peão · c2 branco peão · d2 branco peão · e2 branco peão · f2 branco peão · g2 branco peão · h2 branco peão · a1 branco torre · b1 branco bispo · c1 branco bispo · d1 branco rainha · e1 branco rei · f1 branco cavalo · g1 branco cavalo · h1 branco torre | a8 preto torre · b8 preto bispo · c8 preto bispo · d8 preto rainha · e8 preto rei · f8 preto cavalo · g8 preto cavalo · h8 preto torre · a7 preto peão · b7 preto peão · c7 preto peão · d7 preto peão · e7 preto peão · f7 preto peão · g7 preto peão · h7 preto peão · a2 branco peão · b2 branco peão · c2 branco peão · d2 branco peão · e2 branco peão · f2 branco peão · g2 branco peão · h2 branco peão · a1 branco torre · b1 branco bispo · c1 branco bispo · d1 branco rainha · e1 branco rei · f1 branco cavalo · g1 branco cavalo · h1 branco torre | a8 preto torre · b8 preto bispo · c8 preto bispo · d8 preto rainha · e8 preto rei · f8 preto cavalo · g8 preto cavalo · h8 preto torre · a7 preto peão · b7 preto peão · c7 preto peão · d7 preto peão · e7 preto peão · f7 preto peão · g7 preto peão · h7 preto peão · a2 branco peão · b2 branco peão · c2 branco peão · d2 branco peão · e2 branco peão · f2 branco peão · g2 branco peão · h2 branco peão · a1 branco torre · b1 branco bispo · c1 branco bispo · d1 branco rainha · e1 branco rei · f1 branco cavalo · g1 branco cavalo · h1 branco torre | a8 preto torre · b8 preto bispo · c8 preto bispo · d8 preto rainha · e8 preto rei · f8 preto cavalo · g8 preto cavalo · h8 preto torre · a7 preto peão · b7 preto peão · c7 preto peão · d7 preto peão · e7 preto peão · f7 preto peão · g7 preto peão · h7 preto peão · a2 branco peão · b2 branco peão · c2 branco peão · d2 branco peão · e2 branco peão · f2 branco peão · g2 branco peão · h2 branco peão · a1 branco torre · b1 branco bispo · c1 branco bispo · d1 branco rainha · e1 branco rei · f1 branco cavalo · g1 branco cavalo · h1 branco torre | a8 preto torre · b8 preto bispo · c8 preto bispo · d8 preto rainha · e8 preto rei · f8 preto cavalo · g8 preto cavalo · h8 preto torre · a7 preto peão · b7 preto peão · c7 preto peão · d7 preto peão · e7 preto peão · f7 preto peão · g7 preto peão · h7 preto peão · a2 branco peão · b2 branco peão · c2 branco peão · d2 branco peão · e2 branco peão · f2 branco peão · g2 branco peão · h2 branco peão · a1 branco torre · b1 branco bispo · c1 branco bispo · d1 branco rainha · e1 branco rei · f1 branco cavalo · g1 branco cavalo · h1 branco torre | a8 preto torre · b8 preto bispo · c8 preto bispo · d8 preto rainha · e8 preto rei · f8 preto cavalo · g8 preto cavalo · h8 preto torre · a7 preto peão · b7 preto peão · c7 preto peão · d7 preto peão · e7 preto peão · f7 preto peão · g7 preto peão · h7 preto peão · a2 branco peão · b2 branco peão · c2 branco peão · d2 branco peão · e2 branco peão · f2 branco peão · g2 branco peão · h2 branco peão · a1 branco torre · b1 branco bispo · c1 branco bispo · d1 branco rainha · e1 branco rei · f1 branco cavalo · g1 branco cavalo · h1 branco torre | 3 |
| 2 | a8 preto torre · b8 preto bispo · c8 preto bispo · d8 preto rainha · e8 preto rei · f8 preto cavalo · g8 preto cavalo · h8 preto torre · a7 preto peão · b7 preto peão · c7 preto peão · d7 preto peão · e7 preto peão · f7 preto peão · g7 preto peão · h7 preto peão · a2 branco peão · b2 branco peão · c2 branco peão · d2 branco peão · e2 branco peão · f2 branco peão · g2 branco peão · h2 branco peão · a1 branco torre · b1 branco bispo · c1 branco bispo · d1 branco rainha · e1 branco rei · f1 branco cavalo · g1 branco cavalo · h1 branco torre | a8 preto torre · b8 preto bispo · c8 preto bispo · d8 preto rainha · e8 preto rei · f8 preto cavalo · g8 preto cavalo · h8 preto torre · a7 preto peão · b7 preto peão · c7 preto peão · d7 preto peão · e7 preto peão · f7 preto peão · g7 preto peão · h7 preto peão · a2 branco peão · b2 branco peão · c2 branco peão · d2 branco peão · e2 branco peão · f2 branco peão · g2 branco peão · h2 branco peão · a1 branco torre · b1 branco bispo · c1 branco bispo · d1 branco rainha · e1 branco rei · f1 branco cavalo · g1 branco cavalo · h1 branco torre | a8 preto torre · b8 preto bispo · c8 preto bispo · d8 preto rainha · e8 preto rei · f8 preto cavalo · g8 preto cavalo · h8 preto torre · a7 preto peão · b7 preto peão · c7 preto peão · d7 preto peão · e7 preto peão · f7 preto peão · g7 preto peão · h7 preto peão · a2 branco peão · b2 branco peão · c2 branco peão · d2 branco peão · e2 branco peão · f2 branco peão · g2 branco peão · h2 branco peão · a1 branco torre · b1 branco bispo · c1 branco bispo · d1 branco rainha · e1 branco rei · f1 branco cavalo · g1 branco cavalo · h1 branco torre | a8 preto torre · b8 preto bispo · c8 preto bispo · d8 preto rainha · e8 preto rei · f8 preto cavalo · g8 preto cavalo · h8 preto torre · a7 preto peão · b7 preto peão · c7 preto peão · d7 preto peão · e7 preto peão · f7 preto peão · g7 preto peão · h7 preto peão · a2 branco peão · b2 branco peão · c2 branco peão · d2 branco peão · e2 branco peão · f2 branco peão · g2 branco peão · h2 branco peão · a1 branco torre · b1 branco bispo · c1 branco bispo · d1 branco rainha · e1 branco rei · f1 branco cavalo · g1 branco cavalo · h1 branco torre | a8 preto torre · b8 preto bispo · c8 preto bispo · d8 preto rainha · e8 preto rei · f8 preto cavalo · g8 preto cavalo · h8 preto torre · a7 preto peão · b7 preto peão · c7 preto peão · d7 preto peão · e7 preto peão · f7 preto peão · g7 preto peão · h7 preto peão · a2 branco peão · b2 branco peão · c2 branco peão · d2 branco peão · e2 branco peão · f2 branco peão · g2 branco peão · h2 branco peão · a1 branco torre · b1 branco bispo · c1 branco bispo · d1 branco rainha · e1 branco rei · f1 branco cavalo · g1 branco cavalo · h1 branco torre | a8 preto torre · b8 preto bispo · c8 preto bispo · d8 preto rainha · e8 preto rei · f8 preto cavalo · g8 preto cavalo · h8 preto torre · a7 preto peão · b7 preto peão · c7 preto peão · d7 preto peão · e7 preto peão · f7 preto peão · g7 preto peão · h7 preto peão · a2 branco peão · b2 branco peão · c2 branco peão · d2 branco peão · e2 branco peão · f2 branco peão · g2 branco peão · h2 branco peão · a1 branco torre · b1 branco bispo · c1 branco bispo · d1 branco rainha · e1 branco rei · f1 branco cavalo · g1 branco cavalo · h1 branco torre | a8 preto torre · b8 preto bispo · c8 preto bispo · d8 preto rainha · e8 preto rei · f8 preto cavalo · g8 preto cavalo · h8 preto torre · a7 preto peão · b7 preto peão · c7 preto peão · d7 preto peão · e7 preto peão · f7 preto peão · g7 preto peão · h7 preto peão · a2 branco peão · b2 branco peão · c2 branco peão · d2 branco peão · e2 branco peão · f2 branco peão · g2 branco peão · h2 branco peão · a1 branco torre · b1 branco bispo · c1 branco bispo · d1 branco rainha · e1 branco rei · f1 branco cavalo · g1 branco cavalo · h1 branco torre | a8 preto torre · b8 preto bispo · c8 preto bispo · d8 preto rainha · e8 preto rei · f8 preto cavalo · g8 preto cavalo · h8 preto torre · a7 preto peão · b7 preto peão · c7 preto peão · d7 preto peão · e7 preto peão · f7 preto peão · g7 preto peão · h7 preto peão · a2 branco peão · b2 branco peão · c2 branco peão · d2 branco peão · e2 branco peão · f2 branco peão · g2 branco peão · h2 branco peão · a1 branco torre · b1 branco bispo · c1 branco bispo · d1 branco rainha · e1 branco rei · f1 branco cavalo · g1 branco cavalo · h1 branco torre | 2 |
| 1 | a8 preto torre · b8 preto bispo · c8 preto bispo · d8 preto rainha · e8 preto rei · f8 preto cavalo · g8 preto cavalo · h8 preto torre · a7 preto peão · b7 preto peão · c7 preto peão · d7 preto peão · e7 preto peão · f7 preto peão · g7 preto peão · h7 preto peão · a2 branco peão · b2 branco peão · c2 branco peão · d2 branco peão · e2 branco peão · f2 branco peão · g2 branco peão · h2 branco peão · a1 branco torre · b1 branco bispo · c1 branco bispo · d1 branco rainha · e1 branco rei · f1 branco cavalo · g1 branco cavalo · h1 branco torre | a8 preto torre · b8 preto bispo · c8 preto bispo · d8 preto rainha · e8 preto rei · f8 preto cavalo · g8 preto cavalo · h8 preto torre · a7 preto peão · b7 preto peão · c7 preto peão · d7 preto peão · e7 preto peão · f7 preto peão · g7 preto peão · h7 preto peão · a2 branco peão · b2 branco peão · c2 branco peão · d2 branco peão · e2 branco peão · f2 branco peão · g2 branco peão · h2 branco peão · a1 branco torre · b1 branco bispo · c1 branco bispo · d1 branco rainha · e1 branco rei · f1 branco cavalo · g1 branco cavalo · h1 branco torre | a8 preto torre · b8 preto bispo · c8 preto bispo · d8 preto rainha · e8 preto rei · f8 preto cavalo · g8 preto cavalo · h8 preto torre · a7 preto peão · b7 preto peão · c7 preto peão · d7 preto peão · e7 preto peão · f7 preto peão · g7 preto peão · h7 preto peão · a2 branco peão · b2 branco peão · c2 branco peão · d2 branco peão · e2 branco peão · f2 branco peão · g2 branco peão · h2 branco peão · a1 branco torre · b1 branco bispo · c1 branco bispo · d1 branco rainha · e1 branco rei · f1 branco cavalo · g1 branco cavalo · h1 branco torre | a8 preto torre · b8 preto bispo · c8 preto bispo · d8 preto rainha · e8 preto rei · f8 preto cavalo · g8 preto cavalo · h8 preto torre · a7 preto peão · b7 preto peão · c7 preto peão · d7 preto peão · e7 preto peão · f7 preto peão · g7 preto peão · h7 preto peão · a2 branco peão · b2 branco peão · c2 branco peão · d2 branco peão · e2 branco peão · f2 branco peão · g2 branco peão · h2 branco peão · a1 branco torre · b1 branco bispo · c1 branco bispo · d1 branco rainha · e1 branco rei · f1 branco cavalo · g1 branco cavalo · h1 branco torre | a8 preto torre · b8 preto bispo · c8 preto bispo · d8 preto rainha · e8 preto rei · f8 preto cavalo · g8 preto cavalo · h8 preto torre · a7 preto peão · b7 preto peão · c7 preto peão · d7 preto peão · e7 preto peão · f7 preto peão · g7 preto peão · h7 preto peão · a2 branco peão · b2 branco peão · c2 branco peão · d2 branco peão · e2 branco peão · f2 branco peão · g2 branco peão · h2 branco peão · a1 branco torre · b1 branco bispo · c1 branco bispo · d1 branco rainha · e1 branco rei · f1 branco cavalo · g1 branco cavalo · h1 branco torre | a8 preto torre · b8 preto bispo · c8 preto bispo · d8 preto rainha · e8 preto rei · f8 preto cavalo · g8 preto cavalo · h8 preto torre · a7 preto peão · b7 preto peão · c7 preto peão · d7 preto peão · e7 preto peão · f7 preto peão · g7 preto peão · h7 preto peão · a2 branco peão · b2 branco peão · c2 branco peão · d2 branco peão · e2 branco peão · f2 branco peão · g2 branco peão · h2 branco peão · a1 branco torre · b1 branco bispo · c1 branco bispo · d1 branco rainha · e1 branco rei · f1 branco cavalo · g1 branco cavalo · h1 branco torre | a8 preto torre · b8 preto bispo · c8 preto bispo · d8 preto rainha · e8 preto rei · f8 preto cavalo · g8 preto cavalo · h8 preto torre · a7 preto peão · b7 preto peão · c7 preto peão · d7 preto peão · e7 preto peão · f7 preto peão · g7 preto peão · h7 preto peão · a2 branco peão · b2 branco peão · c2 branco peão · d2 branco peão · e2 branco peão · f2 branco peão · g2 branco peão · h2 branco peão · a1 branco torre · b1 branco bispo · c1 branco bispo · d1 branco rainha · e1 branco rei · f1 branco cavalo · g1 branco cavalo · h1 branco torre | a8 preto torre · b8 preto bispo · c8 preto bispo · d8 preto rainha · e8 preto rei · f8 preto cavalo · g8 preto cavalo · h8 preto torre · a7 preto peão · b7 preto peão · c7 preto peão · d7 preto peão · e7 preto peão · f7 preto peão · g7 preto peão · h7 preto peão · a2 branco peão · b2 branco peão · c2 branco peão · d2 branco peão · e2 branco peão · f2 branco peão · g2 branco peão · h2 branco peão · a1 branco torre · b1 branco bispo · c1 branco bispo · d1 branco rainha · e1 branco rei · f1 branco cavalo · g1 branco cavalo · h1 branco torre | 1 |
|   | a | b | c | d | e | f | g | h |   |

O Xadrez Trocado é uma variante do xadrez onde apenas algumas peças são transpostas na posição inicial do xadrez.  O objetivo principal desta variante é anular o conhecimento das aberturas.

## Variações
As seguintes variações foram utilizadas em torneios de Mestres e Grandes Mestres:
- Dama e Rei das Brancas transpostos.  Este arranjo foi utilizado num torneio epistolar com a participação do GM Paul Keres.
- Cavalo da Dama transposto com o bispo do Rei.  Esta variante também é conhecida como Xadrez de Mongredian, após um torneio em Mongredian onde vários enxadristas britânicos participaram, incluindo Blackburne.
- Os bispos e os cavalos são transpostos.
- As torres são transpostas com os bispos. Este arranjo foi sugerido por Capablanca após um match com Lasker, mas não se tornou popular. Esta variante também é chamada de Xadrez Fianchetto.[2]